# Claude Chevalley (matematyk)
Claude Chevalley (ur. 11 lutego 1909, zm. 28 czerwca 1984) – francuski matematyk, współzałożyciel i członek grupy Bourbaki.

## Życiorys
Doktorat zdobył na Uniwersytecie Paryskim w 1933 r. Promotorem jego rozprawy doktorskiej był Gaston Julia. Według niektórych matematyków (np. Krzysztofa Maurina) Chevalley był jednym „z największych algebraików naszych czasów”.
Znane są jego słowa:
Algebra jest nie tylko pewną częścią matematyki; odgrywa ona w obrębie matematyki także tę rolę, którą odgrywała matematyka w stosunku do fizyki
W 1941 r. otrzymał Nagrodę Cole’a w dziedzinie teorii liczb.